# Pieter Adams
Pieter Adams (Utrecht, 24 juli 1778 - Den Haag, 20 juni 1846) was een Nederlands neoclassicistisch architect.

## Biografie
Adams werd geboren in 1778 in de Choorstraat te Utrecht als zoon van de Evangelisch Lutherse timmerman Pieter Adams sr. en Elisabet van der Vlis. In 1820 werd hij bij Koninklijk Besluit aangesteld als professor in de civiele en militaire architectuur aan de Militaire School te Delft. Daarnaast gaf hij in de avonduren een jaar lang les aan de pas opgerichte School voor Burgerlijke Bouwkunde in Den Haag. Vanaf 1823 werd hij tevens hoofddocent bouwkunde aan de 's Gravenhaagsche Teeken-Akademie. 
Op 20 juli 1827 kreeg hij van Koning Willem I eervol ontslag bij de Militaire School om als stadsarchitect van Rotterdam te kunnen worden aangesteld als opvolger van Andries Munro. Ook legde hij zijn functie als hoofddocent in Den Haag neer.

### Stadsarchitect in Rotterdam
Als stadsarchitect was Adams verantwoordelijk voor het ontwerpen van letterlijk alles wat in opdracht van de gemeente Rotterdam gebouwd diende te worden. Een langlopend persoonlijk conflict tussen Adams en gemeenteraadsleden Vogel en Tavenraat, die tevens lid was van de Commissie van beheer over de gebouwen en stadswerken, leidde uiteindelijk in 1838 tot een oneervol ontslag door de Rotterdamse gemeenteraad. 
Adams accepteerde dit ontslag niet en schreef verscheidene verzoekschriften aan Koning Willem I, waarin hij aangaf niet in de gelegenheid te zijn gesteld zich tegen de bij zijn ontslag genoemde aantijgingen te verweren. Op last van de koning werd een onderzoek ingesteld. Zowel de Raad van State als Hendrik Merkus de Kock,  de minister van Binnenlandse Zaken, concludeerden dat er vrij overhaast gehandeld was. 
In een brief van de minister verzocht deze het stadsbestuur om het ontslag van Adams als stadsarchitect 'met der daad, eervol te doen verklaren'. Aan dat verzoek wilde de Rotterdamse raad echter niet voldoen. Wel voldeed de raad aan het verzoek om Adams zijn ontwerpen die zich nog bij de stadsraad bevonden, toe te zenden. Ook kregen de Gedeputeerde Staten van Zuid-Holland een berisping om het ontslag 'zoo overhaastig te bekrachtigen, zonder eenige meerdere inlichtingen in te winnen.'

### Werk als zelfstandig architect

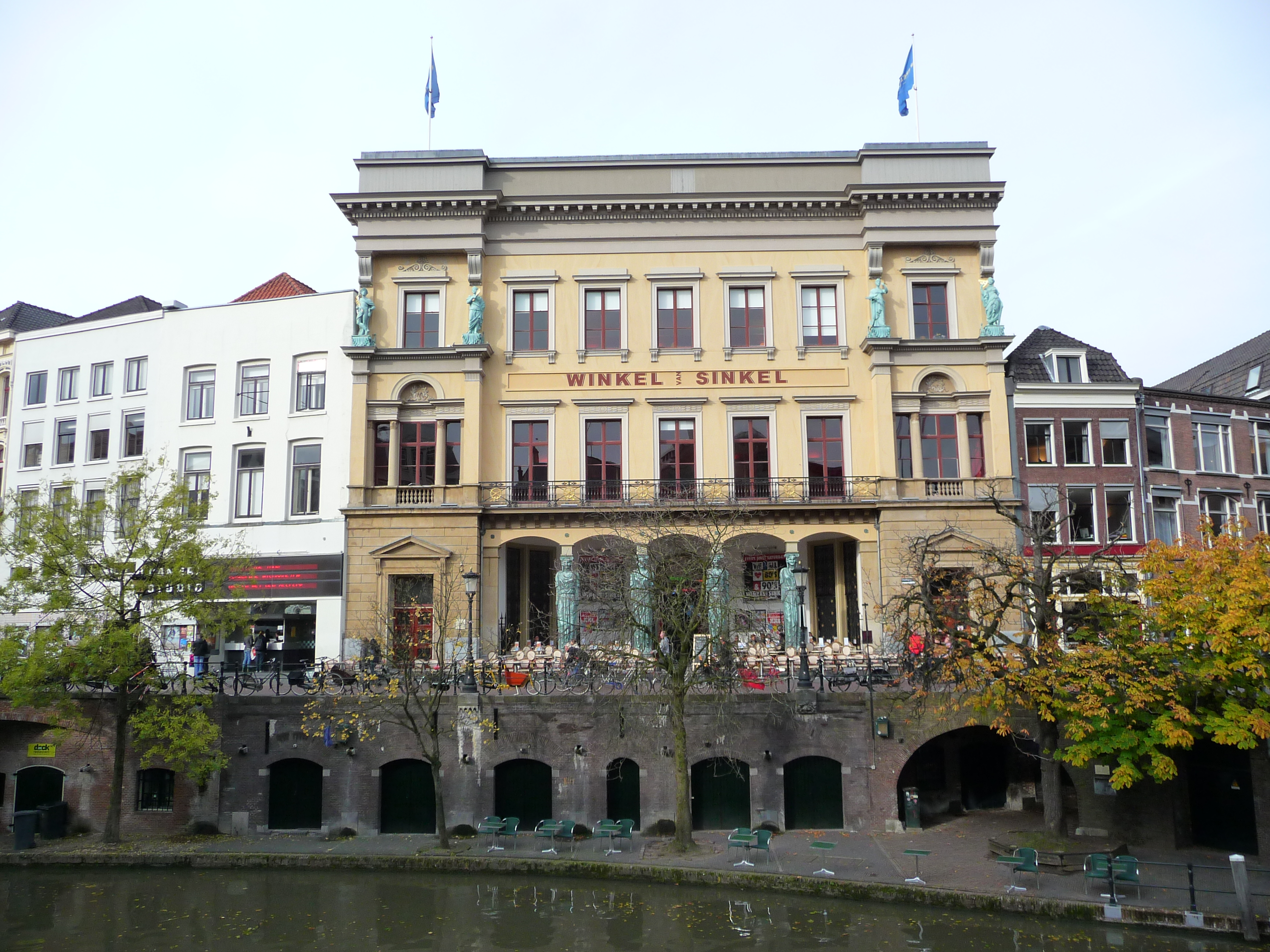
Winkel van Sinkel te Utrecht

Na zijn ontslag in Rotterdam voltooide Adams de bouw van de Winkel van Sinkel in Utrecht, waarvan hij het ontwerp al maakte toen hij nog stadsarchitect van Rotterdam was. Adams en zijn familie keerden terug naar Delft, waar hij nog verschillende opdrachten kreeg van Hendrik van Berckel, een vriend voor wie hij al eerder werk had verricht en die inmiddels burgemeester van Delft was.
Adams was lid van het Gezelschap ter Beoeffening der proefondervindelijke Wijsbegeerte in Den Haag, erelid van het tekengenootschap 'Hierdoor tot Hooger', lid van het Bataafs Genootschap voor Proefondervindelijke Wijsbegeerte te Rotterdam, lid van de Koninklijke Akademie van Beeldende Kunsten te Amsterdam en correspondent bij de Vierde Klasse van het Koninklijk Nederlandsch Instituut van Wetenschappen, Letterkunde en Schoone Kunsten te Amsterdam. Hij overleed op 10 juni 1846 op bijna 68-jarige leeftijd in Den Haag aan de gevolgen van verstoppingen.

## Enkele werken
- 1820 bekroond ontwerp voor een Algemeen Bedelaars-Werkhuis in het kader van een prijsvraag van de Maatschappij tot Aanmoediging der Bouwkunde, niet bedoeld om gebouwd te worden.
- 1826-28 het voormalige Vredenoord, gelegen aan de Vliet onder Rijswijk, een buitenhuis van Hendrik van Berckel.
- 1827-32 het voormalige stadhuis van Rotterdam aan de Hoogstraat. Naar aanleiding van dit ontwerp werd hem de functie van stadsarchitect aangeboden.
- 1829-31 de Petrus' Bandenkerk in Overschie.
- 1830 bovenbouw en koepeldak van de toren van de Grote of Johanneskerk te Lekkerkerk.
- 1832 de Algemene Begraafplaats Crooswijk met een monumentale neoclassicistische toegangspoort.
- 1832-34 de voormalige Sint-Willibrorduskerk te Bergschenhoek.
- 1837-39 de Winkel van Sinkel te Utrecht.
- 1840 nieuwbouw van woonhuis voor Hendrik van Berckel, voor branderij "De Papegaai", rijksmonument 11975/11976 aan de Oude Delft 15-21.
- 1841 B&W Delft besluit tot een onderzoek naar scheuren in toren van de Oude Kerk. Een eerste ontwerp van Adams voor een nagenoeg nieuwe toren werd verworpen. Een tweede ontwerp voor een 'gothische gevel met eenen kleineren ijzeren toren' werd goedgekeurd en in 1843 besloot de gemeenteraad tot sloop van de toren en tot vervanging naar Adams ontwerp. Juni 1844 kwam men hierop terug en de oorspronkelijke toren bleef behouden.

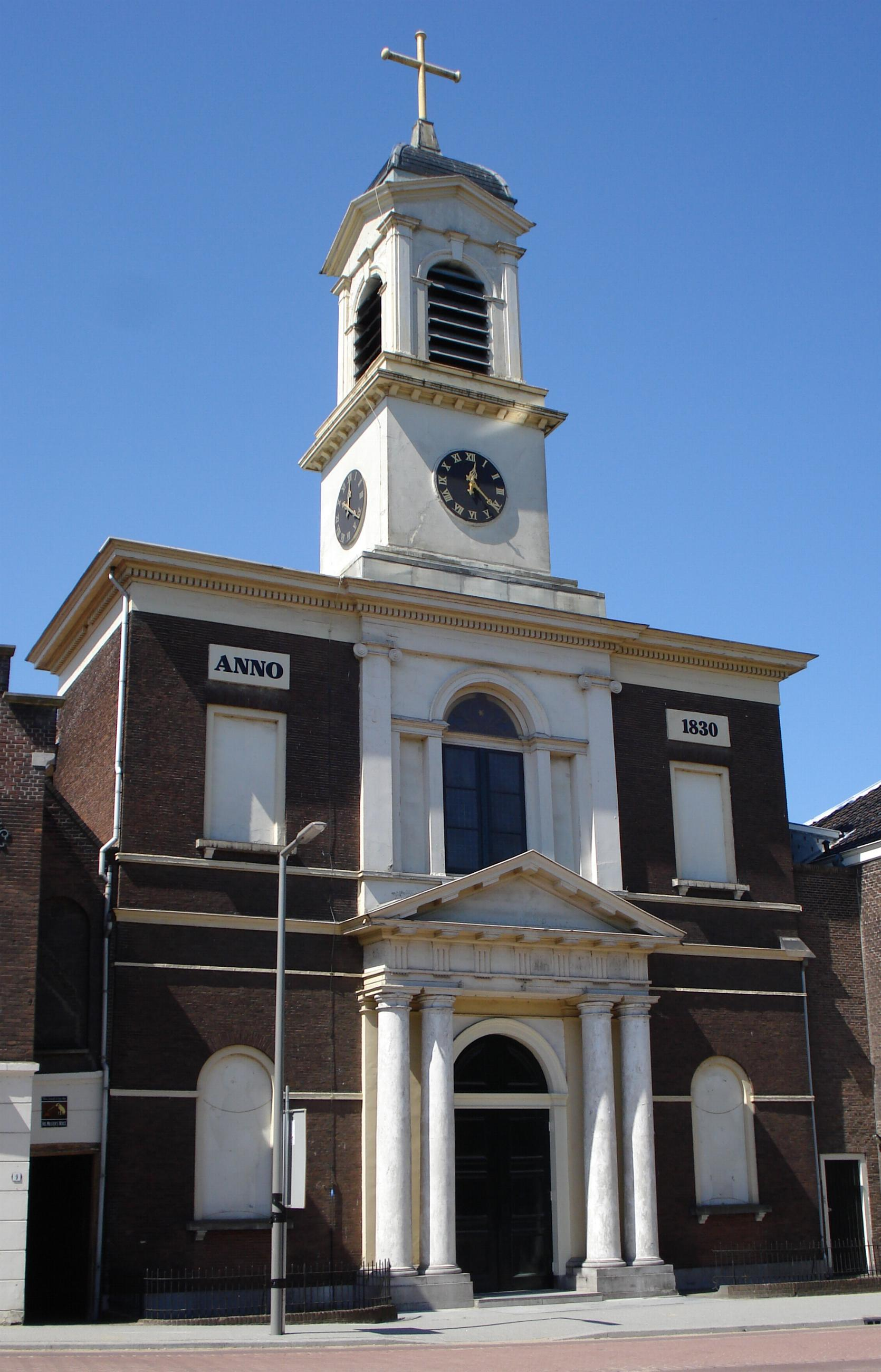
Petrus' Bandenkerk in Overschie
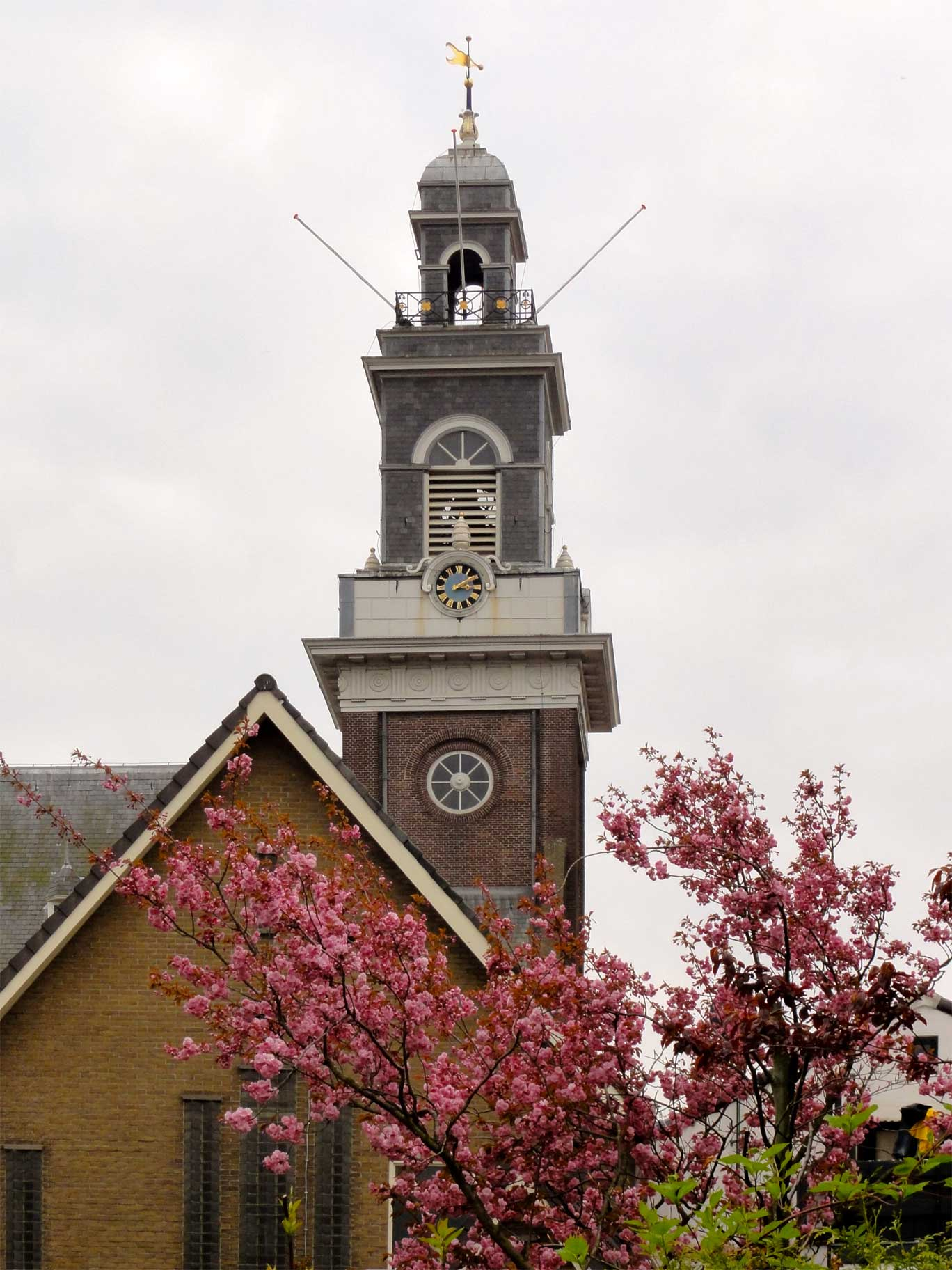
Toren van de Grote of Johanneskerk te Lekkerkerk
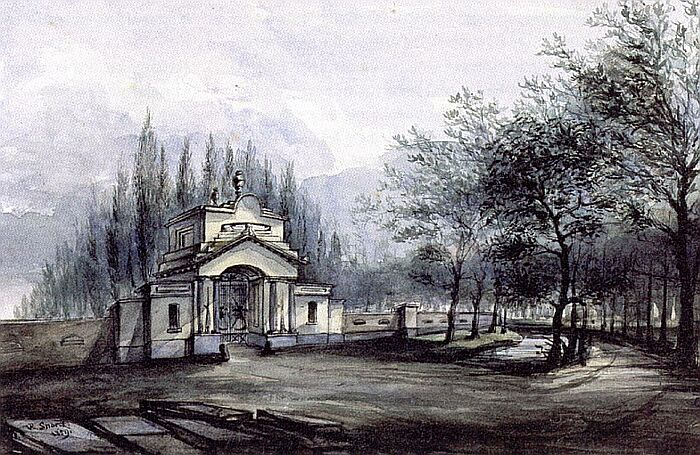
Algemene Begraafplaats Crooswijk
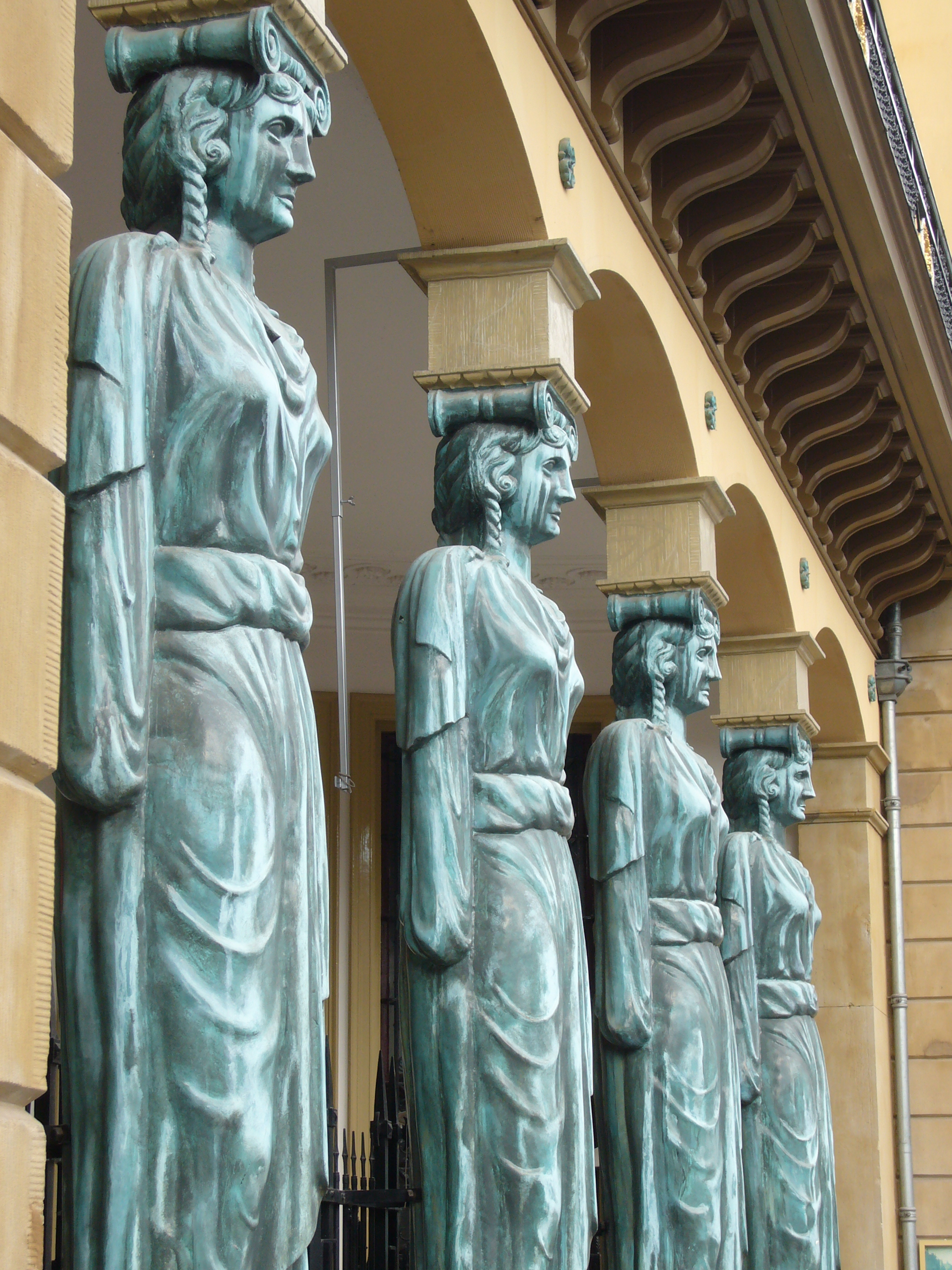
De kariatiden van de Winkel van Sinkel te Utrecht
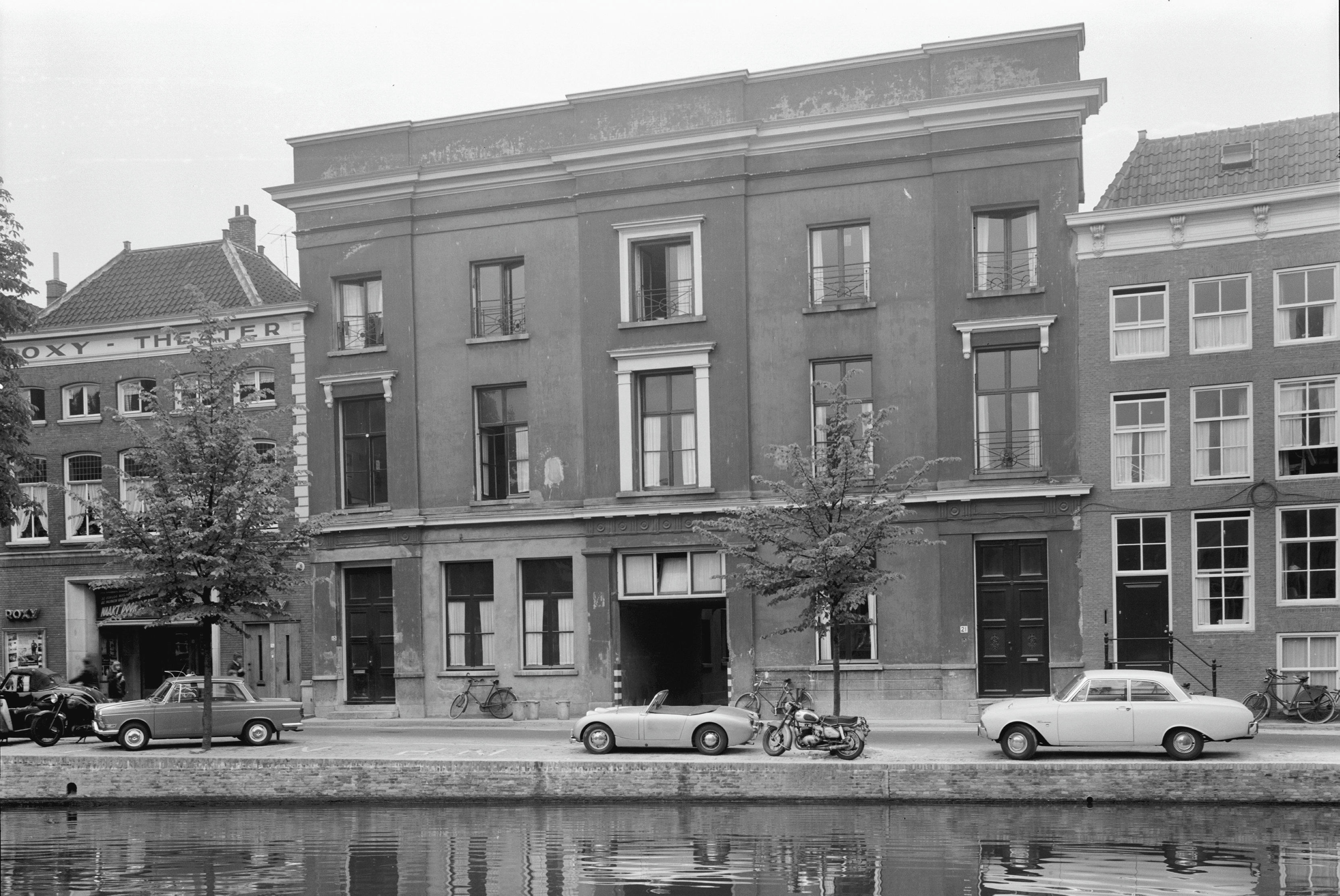
Oude Delft 15-21 te Delft

## Bron
- Zondergeld, Sara (2007) Pieter Adams (1778-1846). Een zuinige wijze van bouwen in de traditie van het classicisme, Igitur Archief - Utrecht Publishing and Archiving Service

- Biografisch Portaal: 13820171
- Digitale Bibliotheek voor de Nederlandse Letteren: adam017
- RKD-Nederlands Instituut voor Kunstgeschiedenis: 248317
- Virtual International Authority File: 4688150943152326760005
- WorldCat: E39PBJqBrdfM6y4JHfYRvpR7pP